# 下着モデル
下着モデル（したぎモデル）とは、下着の広告業務を行うモデルのことであり、女性の場合は「ランジェリーモデル」とも呼ばれることがある。
女性用下着の広告では女性性が強調され、男性用の広告では男性性が強調される傾向があるが、トランスジェンダーを含め性別に関してインクルーシブな広告表現とモデル起用をする動きもある。

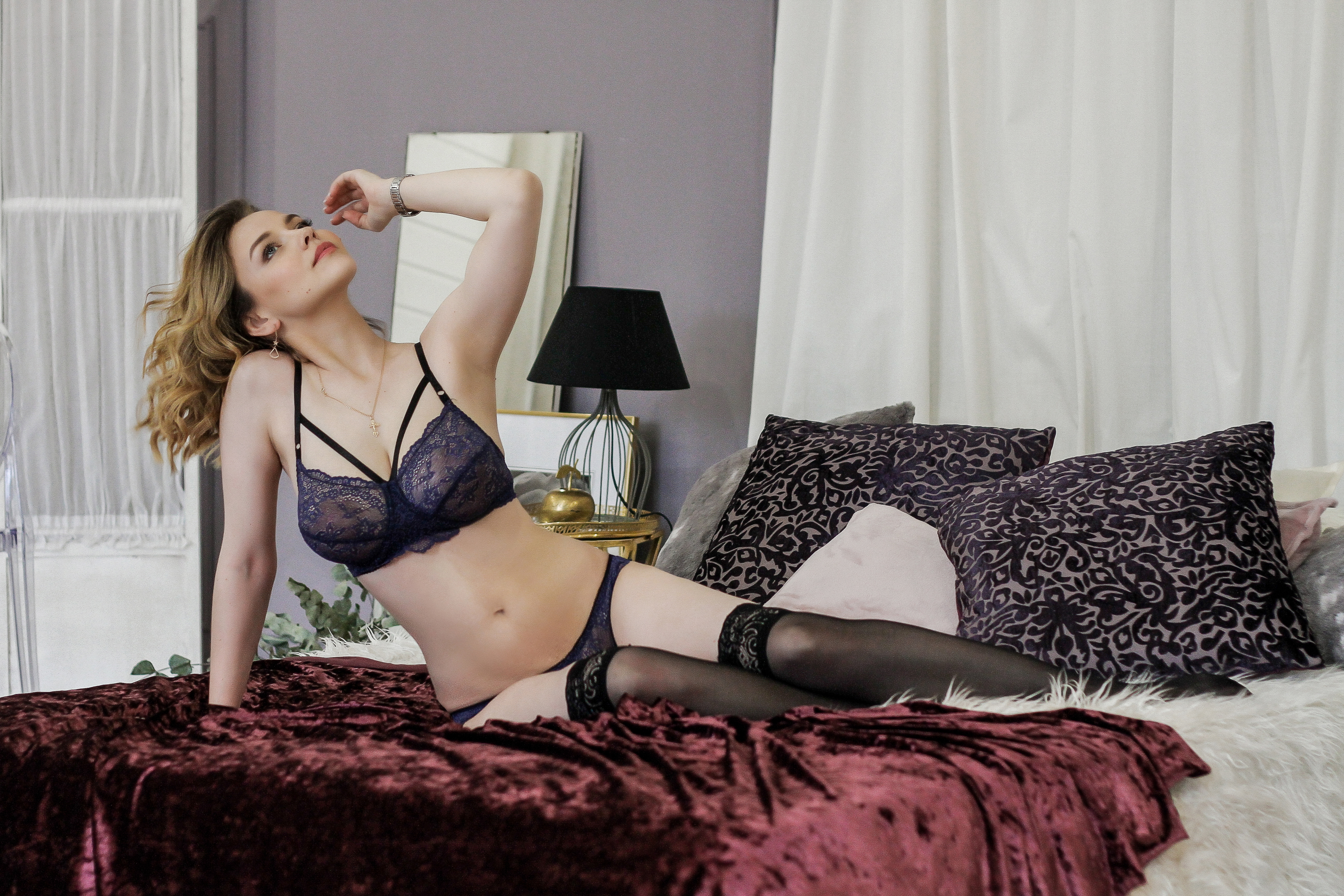
ガーターストッキングのファッション写真

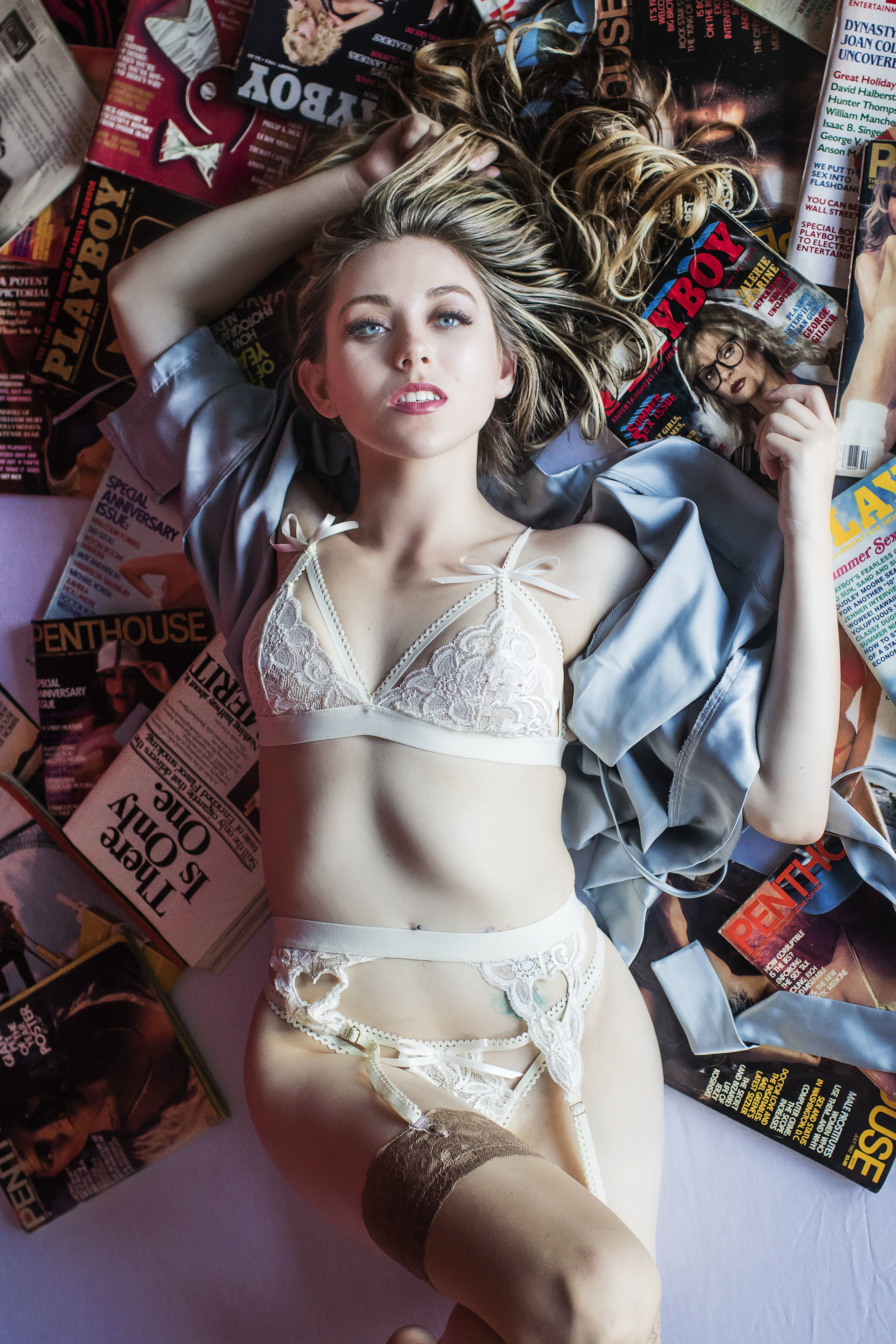
モード写真の下着モデル

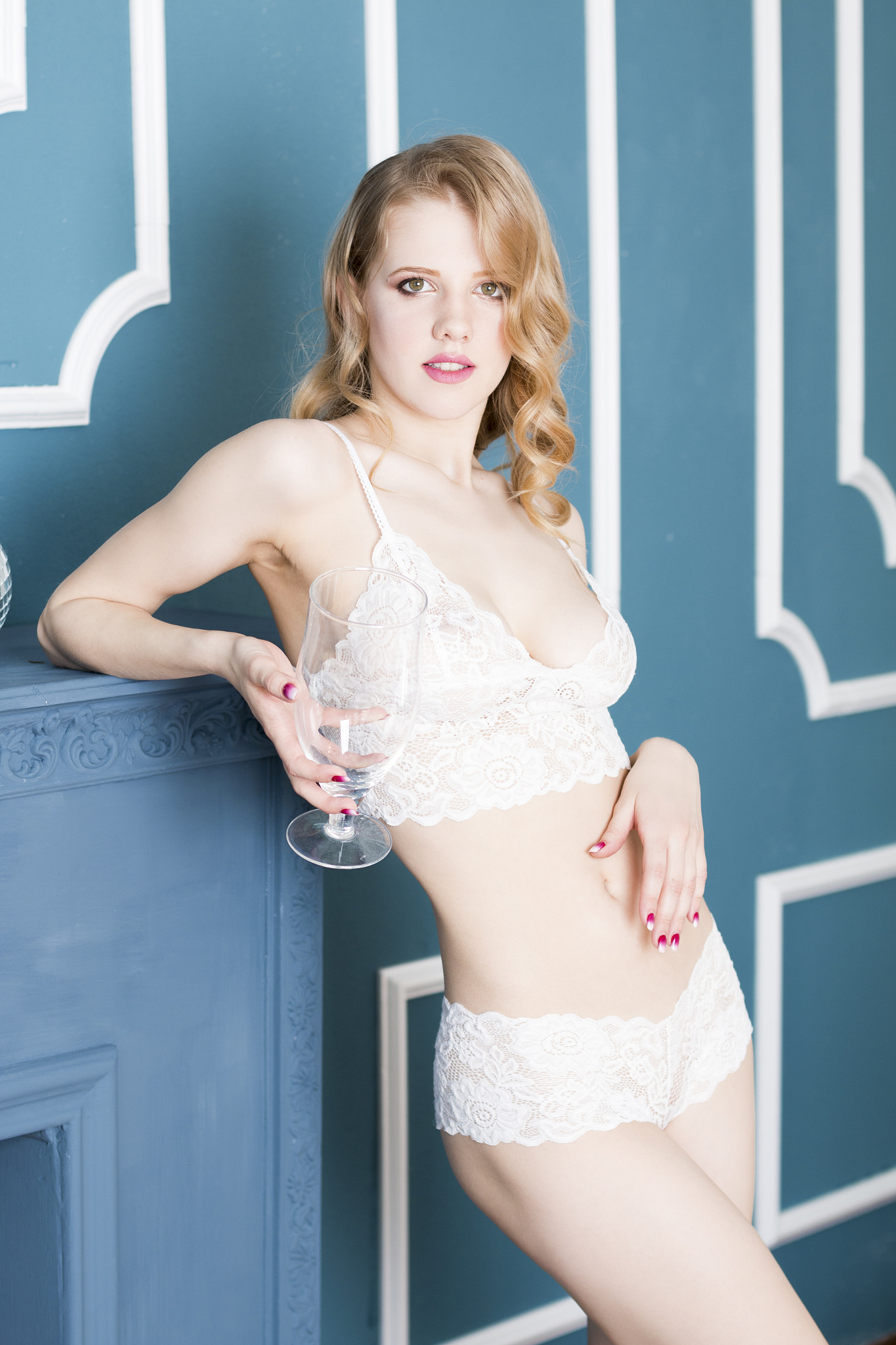
ファッション写真の下着モデル

## 外国人モデルの起用
日本の場合、女性向け下着の通販カタログ・広告等での着用写真には日本人女性ではなく外国人モデル、特に白人系のモデルが起用されることが多い。
日本の女性用下着広告ではヨーロッパ系の白人や白人系ハーフのモデルが多用される。日常生活で見慣れている日本人モデルが肌を露出する広告には性的な印象が生じるが、白人系のモデルであればそれを避けることができるという。
ワコールのブランド「Salute」ではブランドイメージと「バランスの整ったプロポーション」を重視して外国人モデルを起用しているという。
ちなみに白人モデルの下着撮影にはいわゆる在日外国人モデルを日本国内にて撮影する場合と、日本国外のモデルエージェンシーを通じて海外で撮影を行う場合の2種類のパターンがある。

## 日本人モデルの起用
日本国内の大手下着メーカーでは1993年度からトリンプ・インターナショナル・ジャパンが外国人ではなく日本人のみを選出条件としてトリンプ・イメージガール（1993年度から2004年度までの名称はトリンプ・キャンペーンガール。）を毎年1名ずつ（2012年度から2017年度までは2名）を選出しており、過去に選ばれた主なトリンプ・イメージガールには大石絵理・吉岡美穂らがいた。なお、ピーチ・ジョンが一時期AKB48、紗栄子、平子理沙などの日本人タレントを下着モデルに起用していたが、その後、外国人モデルに回帰する動きもあった。現在は再び日本人モデルの藤田ニコルや森香澄を起用している。下着メーカーのHRCでは鈴木奈々を起用している。
2022年には明日花キララが自身プロデュースのブランド「WhipBunny」でモデルを務め、ランジェリーブランド「Shelly de Titi」では初川みなみがモデル起用されるなど、装飾性の高い下着では、現役、元セクシー女優の起用も増加した。

## 男性モデル
男性用では国籍を問わず、おもに男性モデルが起用される。女性下着と比較すると、著名芸能人が起用されるのは稀であるが、2016年には「BODY WILD」イメージキャラクターに俳優の菅田将暉が抜擢され話題となった。
「BODY WILD」は男性用ながら、2012年に桐谷美玲、2021年には池田美優がモデルに起用されている。
また、厳密には下着モデルとは異なるが、1990年代にはフジボウアパレルが新日本プロレスのスポンサーをしていた兼ね合いもあり、新日本プロレス所属選手がB.V.D.ブランドのテレビコマーシャルや誌面、店頭広告に出演していた。